# Krong Preah Sihanouk
Krong Preah Sihanouk, también llamado Mittakpheap, es uno de los cuatro distritos que forman la provincia camboyana de Sihanoukville, con una población estimada en marzo de 2008 de 91 284 habitantes. Está dividido en las siguientes  comunas (khum), que se muestran asimismo con población estimada de 2008:
- Kaoh Rung 1837
- Sangkat Bei 24 276
- Sangkat Buon 31 638
- Sangkat Muoy 20 492
- Sangkat Pir 13 041[1]